# Corrado Tagliamonte
Corrado Tagliamonte (Noto, 1º novembre 1900 – Roma, 16 gennaio 1997) è stato un ammiraglio italiano, particolarmente distintosi nel corso della seconda guerra mondiale al comando dei cacciatorpediniere Antonio da Noli,  dall'agosto dello stesso anno del  Libeccio, Legionario, della torpediniera Pallade e della nave da battaglia Caio Duilio.

## Biografia

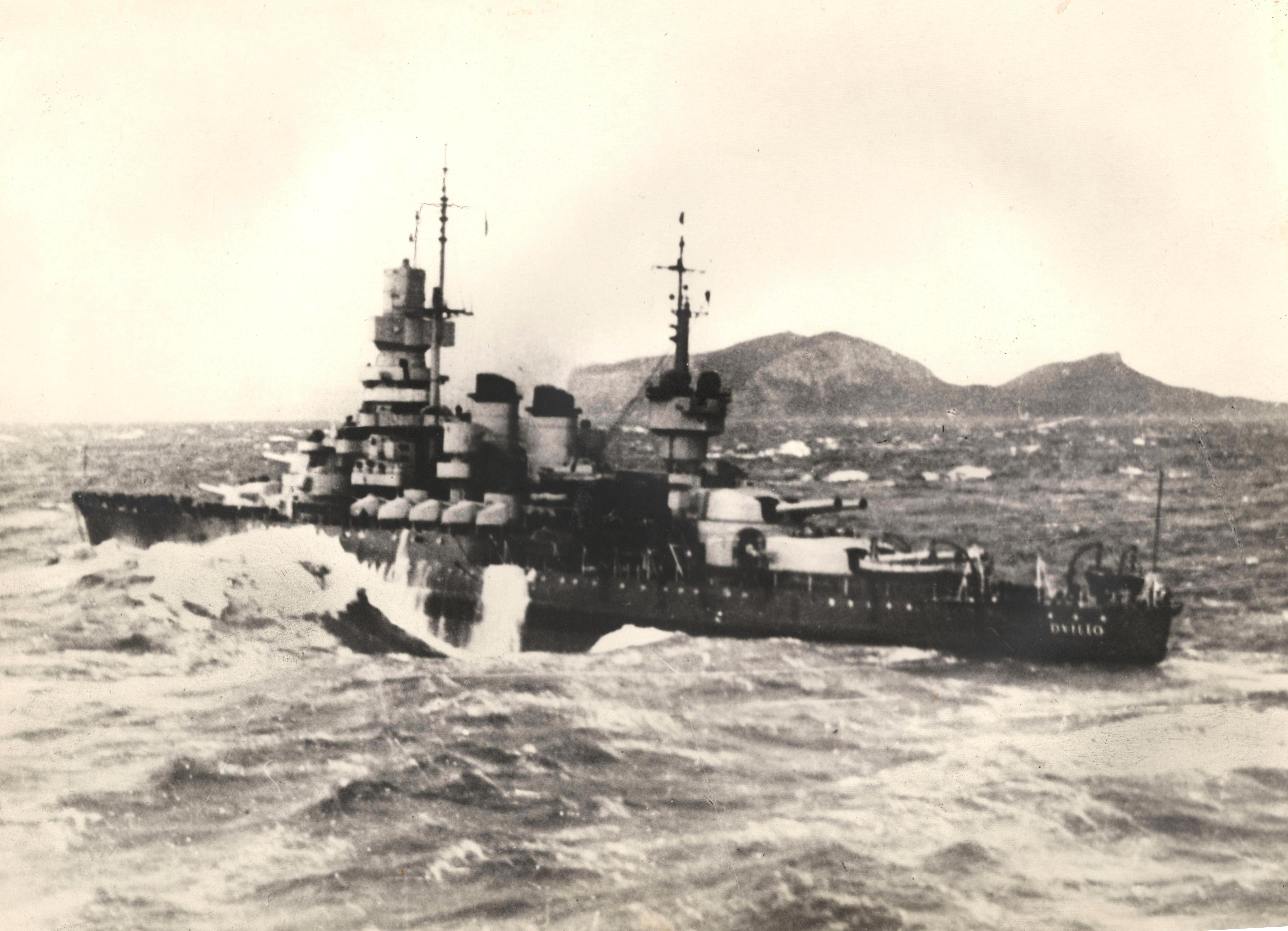
La nave da battaglia Caio Duilio in navigazione.

Nacque a Noto, provincia di Siracusa, il 1 novembre 1900, figlio di Guglielmo e di Maria Paliotti. Nel 1915 fu ammesso a frequentare la Regia Accademia Navale di Livorno da cui uscì con il grado di guardiamarina, nel 1920. Partecipò alla prima guerra mondiale come allievo durante le campagne estive delle navi scuola, e dopo la fine della guerra prestò servizio imbarcato su varie unità siluranti. Tenente di vascello nel 1925, conseguì l'abilitazione al servizio elettrico e radiotelegrafico, e poi prestò servizio sulla nave da battaglia Andrea Doria. Nel 1933 frequentò la Scuola di comando navale, prestando poi servizio come comandante di torpediniere. Promosso capitano di corvetta, nel 1936 assunse il comando del cacciatorpediniere Daniele Manin in Mar Rosso, partecipando alle operazioni militari in Africa Orientale Italiana. Dal novembre 1936 al settembre 1938, nel corso della operazioni militari legate alla guerra di Spagna, prestò servizio come ufficiale di collegamento presso lo quartier generale del Regio Esercito. Assunse poi il comando dell'avviso scorta Procione e della relativa squadriglia, operando nelle acque spagnole e venendo per questo insignito della croce al merito di guerra. Capitano di fregata nel 1939, si trovava a bordo dell'incrociatore leggero Alberico Da Barbiano in qualità di comandante in seconda quando il Regno d'Italia entrò nella seconda guerra mondiale. Partecipò alla battaglia di Punta Stilo, e dopo un breve periodo trascorso all'Alto Comando della Marina (Supermarina), nell'aprile 1941 fu nominato comandante del cacciatorpediniere Antonio da Noli, e dall'agosto dello stesso anno del  Libeccio .  A bordo della due navi effettuò numerose e pericolose missioni di scorta a convogli. Il 9 novembre 1941 il Libeccio, impegnato nelle operazioni di salvataggio dei superstiti della battaglia del convoglio Duisburg, fu colpito da un siluro e restò immobilizzato. Con la nave condannata all'affondamento, dopo aver diretto le operazioni di sbarco dell'equipaggio, decise di rimanere a bordo, in plancia, a affondare con essa. Fu riportato a galla da una bolla d'aria e tratto in salvo. Nel gennaio 1942 gli fu affidato il comando del cacciatorpediniere Legionario, prima nave italiana dotata di apparato radar navale Fu.Mo. 24/40Ggl De.Te., e nel dicembre successivo dalla torpediniera Pallade e della relativa squadriglia.
All'atto dell'armistizio dell'8 settembre 1943 si trovava a Taranto in qualità di capo di stato maggiore del Comando militare marittimo, e due mesi dopo assunse il comando della nave da battaglia Caio Duilio che mantenne fino al maggio 1945. Capo di stato maggiore del Comando militare marittimo autonomo della Sicilia (1945-1948), e poi del Dipartimento militare marittimo di La Spezia. Promosso contrammiraglio, fu comandante in capo della squadra navale (1952-1954). Promosso ammiraglio di divisione nel 1955, assunse la direzione dell'Istituto di guerra marittima e il comando della 1ª Divisione navale nel 1956-1957. Tra il 1957 e il 1961 fu capo dell'ufficio del capo di stato maggiore della difesa, venendo promosso ammiraglio di squadra nel 1959. Capo di Gabinetto del Ministro della Difesa fu collocato in ausiliaria nel 1963. Si spense a Roma il 16 gennaio 1997.